# Mesterháza
Mesterháza é um município da Hungria, situado no condado de Vas. Tem 4,19 km² de área e sua população em 2015 foi estimada em 149 habitantes.